# San Mamés de Burgos
San Mamés de Burgos är en kommun i Spanien.   Den ligger i provinsen Provincia de Burgos och regionen Kastilien och Leon, i den norra delen av landet, 210 km norr om huvudstaden Madrid. Antalet invånare är 307.